# Reina Regente (1906)
Reina Regente – hiszpański krążownik pancernopokładowy z przełomu XIX i XX wieku, zbudowany w Hiszpanii. Stanowił ulepszenie oryginalnego typu Reina Regente, otrzymując nazwę po wcześniejszym krążowniku oryginalnego typu, który zatonął w sztormie. Klasyfikowany jako krążownik pancernopokładowy I rangi. Wszedł do służby w 1910 roku.

## Budowa
W połowie lat 80. XIX wieku marynarka hiszpańska zamówiła zaprojektowanie i budowę nowoczesnego krążownika za granicą, który zarazem stanowiłby wzór dla dalszych jednostek budowanych w kraju. Prototypowy krążownik „Reina Regente” (pierwszy o tej nazwie), który dał nazwę typowi, został zbudowany w brytyjskiej stoczni James & George Thomson w Clydebank i wszedł do służby w 1888 roku. Nazwa oznaczała: Królowa Regentka, na cześć panującej Marii Krystyny austriackiej. Następnie rozpoczęto budowę dwóch dalszych okrętów tego typu w Hiszpanii, które ukończono w połowie lat 90. XIX wieku, lecz z powodu usterek nie stały się pełnowartościowymi jednostkami bojowymi. 10 marca 1895 roku oryginalna „Reina Regente” zatonęła podczas sztormu, co uwidoczniło problemy okrętów tego typu ze statecznością. Jeszcze w tym samym roku zdecydowano o budowie nowego krążownika o tej samej nazwie. Został on jednak przeprojektowany w celu usunięcia wad prototypu, pod kierunkiem inżyniera floty Torello. Między innymi został nieco powiększony i otrzymał całkowicie zmienione uzbrojenie, o mniejszej masie. Wizualnie odróżniał się przede wszystkim zastosowaniem trzech kominów w miejsce dwóch.
Stępkę pod budowę nowej „Reina Regente” położono w stoczni w Ferrolu w grudniu 1895 roku. Typowo dla hiszpańskich okrętów tego okresu budowa z różnych przyczyn szła powoli. Faktycznie do robót przystąpiono w 1899 roku. Wkrótce jednak po klęsce Hiszpanii w wojnie amerykańsko-hiszpańskiej w 1898 roku, zapanowała stagnacja w budowie okrętów. Dopiero 20 września 1906 roku miało miejsce wodowanie okrętu, a wszedł do służby w 1910 roku. Klasyfikowany był w Hiszpanii jako krążownik pancernopokładowy I klasy. Według jednak roczników flot z okresu I wojny światowej, klasyfikowany był wtedy jako krążownik II klasy.

## Opis

### Kadłub i konstrukcja

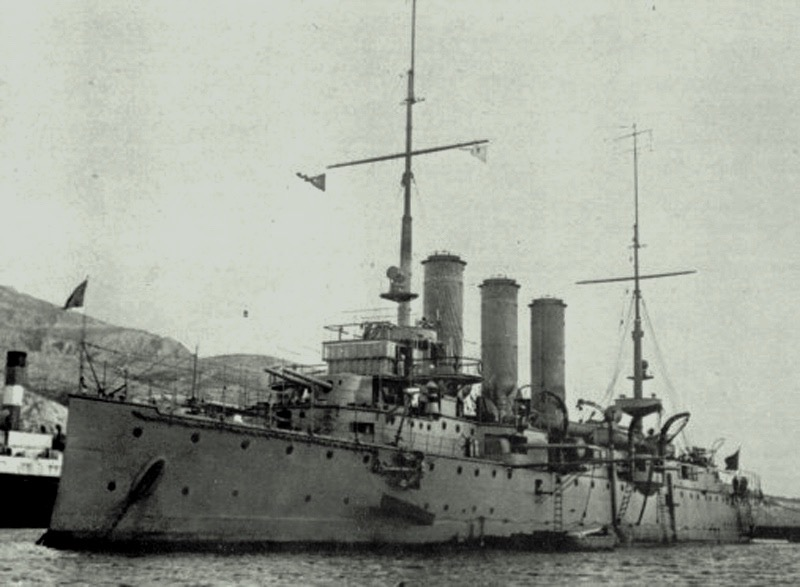
„Reina Regente”

Okręt był krążownikiem średniej wielkości, o gładkopokładowym kadłubie, z taranowej dziobnicą. W stosunku do prototypu zmieniono formę rufy, z nawisającej na tępo zakończoną. Artyleria na pokładzie dziobowym była umieszczona na podwyższeniu w celu polepszenia warunków użycia. Od podwyższenia ciągnęły się nadburcia. Sylwetkę uzupełniały trzy wysokie proste kominy i dwa pochylone maszty (okręty oryginalnego typu miały dwa kominy). Kadłub wykonany był ze stali i posiadał dno podwójne.
Wyporność normalna podawana jest na 5287 ton angielskich. Spotykane też są informacje o wyporności standardowej 5871 t. Dane dotyczące wymiarów są rozbieżne: Mitiukow podaje długość całkowitą 110,92 m, szerokość 15,98 m, zanurzenie 4,95 m; według innych publikacji długość 102,71 m, szerokość 16,12 m, zanurzenie 6,06 m.
Napęd stanowiły dwie poziome maszyny parowe potrójnego rozprężania produkcji zakładów Maquinista Terrestre y maritima w Barcelonie. Siłownia osiągała moc maksymalną 11 000 KM. Napędzały one dwie śruby. W odróżnieniu od prototypu, parę dostarczały wydajniejsze kotły wodnorurkowe typu Belleville. Siłownia pozwalała na uzyskanie prędkości 19,5 węzła. Maksymalny zapas węgla wynosił 1190 t.
Załoga liczyła 452 lub według innych publikacji 497 ludzi.

### Uzbrojenie
Uzbrojenie krążownika było całkowicie odmienne od prototypu, który miał cztery działa kalibru 240 mm – dwa obok siebie na dziobie i dwa na rufie oraz sześć dział kalibru 120 mm na burtach, przy czym wysoko umieszczone działa największego kalibru, o dużej masie, negatywnie wpływały na stateczność. W przypadku drugiej „Reina Regente” zastosowano jednolite uzbrojenie główne z dziesięciu nowocześniejszych dział szybkostrzelnych kalibru 15 cm (faktycznie 149 mm) systemu Gonzales de Rueda. Działa te były oznaczane L/50, od długości całkowitej 50 kalibrów, a długość lufy wynosiła 7250 mm (L/48,3). Strzelały pociskami przeciwpancernymi, półpancernymi i wybuchowymi o masie 40 kg, lub według innych źródeł 45 kg. Pary dział na pokładzie dziobowym i rufowym umieszczono w podwójnych stanowiskach, na wspólnym obrotowym łożu, dzięki czemu mogły razem strzelać na burtę. Lufy tych dział jednak były podnoszone indywidualnie. Pozostałe sześć dział umieszczono na pokładzie górnym, po trzy na każdej z burt na śródokręciu, rozsunięte dalej od siebie, niż na prototypie – przy tym pary bliższe dziobu i rufy umieszczono w kazamatach. Dzięki temu na wprost do przodu i do tyłu teoretycznie mogły strzelać cztery działa, a salwę burtową tworzyło do siedmiu dział.
Uzbrojenie pomocnicze drugiej „Reina Regente” stanowiło przede wszystkim 12 dział kalibru 57 mm Nordenfelt i osiem karabinów maszynowych. Uzupełniały je dwa działa kalibru 75 mm Vickers, lecz były to krótkolufowe działa desantowe o lufie długości 14,4 kalibrów (nominalnie oznaczonej jako L/16). Inne źródła zamiast dział 75 mm wymieniają dwa działka 1-funtowe (37 mm) lub zamiast karabinów maszynowych wymieniają osiem działek 1-funtowych. Broń podwodną stanowiły trzy wyrzutnie torped (dostępne źródła nie podają kalibru ani rozmieszczenia).

### Opancerzenie
Opancerzenie tworzył wewnętrzny pokład pancerny z bocznymi skosami schodzącymi do burt. W środkowej części, po bokach przedziałów kotłowni i maszynowni, znajdującej się nad linią wodną, skosy miały grubość 120 mm, a w pozostałej 68 mm. Brak szczegółowych informacji co do grubości płaskiej części pokładu, która na prototypie miała grubość 51 mm, a nad maszynownią 90 mm lub 76 mm. Według innych publikacji, pokład miał grubość maksymalną 89 mm. Działa artylerii głównej miały maski pancerne grubości 76 mm, nadto opancerzona była wieża dowodzenia (89 mm).

## Służba

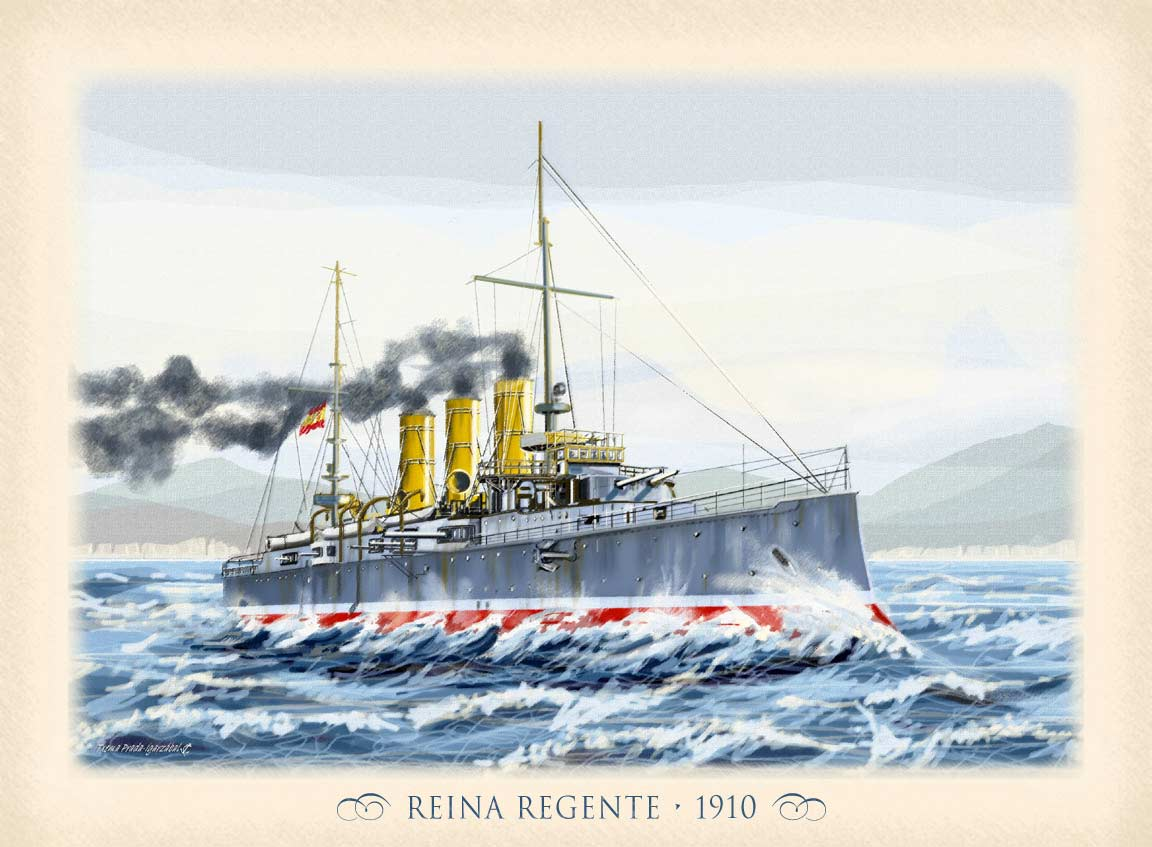
Pocztówka przedstawiająca „Reina Regente”

„Reina Regente” wszedł do służby w 1910 roku. W lutym 1911 roku był włączony do Eskadry Treningowej i wówczas był wizytowany przez króla Alfonsa XIII. Król następnie udał się w czerwcu na pokładzie krążownika do Wielkiej Brytanii, gdzie „Reina Regente” wziął udział w rewii morskiej z okazji koronacji króla Jerzego V 24 czerwca 1911 roku na redzie Spithead (jako 17. okręt w kolumnie F). Krążownik bezpośrednio po tym został skierowany na wody marokańskie z uwagi na rozpoczęte tam działania wojenne z plemionami Rifu. „Reina Regente” brał tam udział w ostrzeliwaniu celów brzegowych. 19 stycznia 1912 roku u ujścia rzeki Kert zderzył się z parowcem „Kingston” i po zalaniu kotłowni musiał zostać osadzony na mieliźnie. Po prowizoryczniej naprawie został odholowany do Kartageny do remontu.
13 listopada 1912 roku „Reina Regente” został wysłany do Konstantynopola w związku z I wojną bałkańską . Wkrótce potem został odwołany stamtąd z uwagi na dalsze walki w Maroku. Po utracie kanonierki „General Concha” u brzegów Maroka w czerwcu 1913 roku „Reina Regente” zniszczył wrak kanonierki w celu niedopuszczenia do zdemontowania wyposażenia przez Rifenów. W 1914 roku krążownik został przydzielony do Szkoły Gardemarynów i wykonywał rejsy szkolne do chwili rozpoczęcia wojny światowej, po którym zostały one ograniczone do wód terytorialnych.
Po wojnie światowej, w której Hiszpania pozostała neutralna, okręt powrócił do rejsów szkolnych na Morzu Śródziemnym, a w październiku 1920 roku popłynął w rejs transatlantycki do Buenos Aires. W 1921 roku ponownie wziął udział w wojnie o Rif w Maroku.
Z uwagi na zużycie i przestarzałość, 31 grudnia 1926 roku „Reina Regente” został skreślony z listy floty. Został następnie sprzedany na złom za 0,5 mln peset.